# Mykyta Tschernakow
Mykyta Tschernakow (ukrainisch Микита Чернаков, englisch Mykyta Chernakov; geboren am 1. Januar 2002 in Saporischschja) ist ein ukrainischer Handballspieler, der auf der Spielposition rechter Rückraum eingesetzt wird.

## Vereinskarriere
Der Linkshänder spielte bis 2022 bei HK Donbas in der ersten ukrainischen Liga. Nach dem russischen Überfall auf die Ukraine 2022 ging Tschernakow nach Deutschland, wo er beim Stralsunder HV einen Vertrag zur Spielzeit 2022/2023 in der 3. Liga erhielt. Im Februar 2023 wurde der Vertrag bis 2024 verlängert.
Mit seinem ukrainischen Verein war er international im EHF European Cup 2021/22 angetreten und erzielte sechs Tore in zwei Spielen.

## Auswahlmannschaften
Tschernakow stand im Aufgebot der ukrainischen U-20-Nationalmannschaft, so auch bei der U-20-Europameisterschaft 2022. Mittlerweile gehört er dem Aufgebot der ukrainischen Nationalmannschaft an.

## Belege
1. 1 2  www.eurohandball.com, Profil auf eurohandball.com, abgerufen am 1. September 2022
2. ↑  www.ostsee-zeitung.de, „Drittligist Stralsunder HV startet Dauerkartenverkauf und testet in Loitz“, 18. August 2022, abgerufen am 4. September 2022
3. ↑  www.ostsee-zeitung.de, „Stralsunder HV: Kapitän Martin Brandt verlängert beim Drittligisten“, 17. Februar 2023, abgerufen am 18. Februar 2023
4. ↑  handball.net.ua: Сьогодні збірна України проведе перший контрольний матч проти збірної Литви, abgerufen am 2. September 2022
5. ↑  handball.net.ua: Збірна України у товариському матчі перемогла збірну Литви, abgerufen am 2. September 2022

| Personendaten    | Personendaten                 |
| ---------------- | ----------------------------- |
| NAME             | Tschernakow, Mykyta           |
| ALTERNATIVNAMEN  | Чернаков, Микита (ukrainisch) |
| KURZBESCHREIBUNG | ukrainischer Handballspieler  |
| GEBURTSDATUM     | 1. Januar 2002                |
| GEBURTSORT       | Saporischschja, Ukraine       |